# Condado de Columbiana
El condado de Columbiana es uno de los 88 condados del estado estadounidense de Ohio. Fundado en 1803, su capital es Lisbon y su ciudad más poblada es Salem. Ocupa una superficie de 1.386 km² (de los cuales 7 están cubiertos por agua) y tiene una población de 112.075 habitantes. La densidad de población es de 81 hab/km² (según el censo nacional de 2000). 

## Toponimia
El condado de Columbiana fue nombrado así en honor al navegante y descubridor de América, Cristóbal Colón.